# Четверяково
Четверяково (до 1948 года Лахденпохья, Кирьявайнен первое, Кирьявайнен второе, Маттила, фин. Lahdenpohja, Kirjavainen 1, Kirjavainen 2, Mattila) — деревня в Красноозёрном сельском поселении Приозерского района Ленинградской области.

## Название
Топоним Lahdenpohja в переводе означает Дальний угол бухты.
По постановлению общего собрания граждан-переселенцев зимой 1948 года деревня Лахденпохья была переименована в Менделеево. Это переименование не было утверждено и после внесения соответствующей поправки деревня получила новое название — Четверяково, образованное от фамилии погибшего воина.

## История
- Деревня Кирьявайнен на финской карте 1923 года

До 1939 года деревня Лахденпохья входила в состав волости Валкъярви Выборгской губернии Финляндской республики.
С мая 1940 года — в составе Пяйвильского сельсовета Раутовского района Ленинградской области.
С 1 июля 1941 года по 30 мая 1944 года, финская оккупация.
С января 1949 года деревня стала учитываться как Четверяково. В ходе укрупнения хозяйства к деревне были присоединены соседние селения: Маттила и Кирьявайнен.
С декабря 1960 года — в составе Правдинского сельсовета Рощинского района. 
С 1 февраля 1963 года — в составе Выборгского района.
С 1 января 1965 года — в составе Приозерского района. 
По данным 1966 года деревня Четверяково также входила в состав Правдинского сельсовета.
По данным 1973 и 1990 годов деревня Четверяково входила в состав Мичуринского сельсовета.
В 1997 году в деревне Четверяково Красноозёрной волости проживали 18 человек, в 2002 году — 28 человек (русские — 89 %).
В 2007 и 2010 годах в деревне Четверяково Красноозёрного СП проживали 15 человек.

## География
Деревня расположена в юго-западной части района близ автодороги 41К-151 (Подъезд к посёлку Пчёлино)
Расстояние до административного центра поселения — 4 км.
Расстояние до ближайшей железнодорожной станции Житково (недействующая) — 22 км.
Деревня находится на правом берегу реки Булатная, южном берегу озера Вуокса и восточном берегу озера Красное.

## Демография
| 2007 | 2010 | 2017 |
| ---- | ---- | ---- |
| 15   | →15  | ↗17  |

## Улицы
Булатная, Кленовая, Лесная, Речная, Светлая.

## Садоводства
Красноозёрное-2.